# 安德魯·多明尼克
安德魯·多明尼克（英語：Andrew Dominik，1967年10月7日—）是一名紐西蘭裔澳大利亞男導演和編劇。知名作品如電影《神鬼剁手》（2000年）、《叛逆暗殺》（2007年）和《奪命無聲》（2012年）。

## 早期生活
安德魯·多明尼克出生於紐西蘭惠灵顿，並於1988年從墨爾本的斯威本電影學校畢業。

## 個人生活
多明尼克育有一子。他於2017年與演員貝拉·希思科特訂婚。

## 作品列表

### 電影
| 2000 | 《神鬼剁手》       | 是 | 是 |        |
| 2007 | 《刺殺傑西》       | 是 | 是 |        |
| 2012 | 《殺戮行動》       | 是 | 是 |        |
| 2016 | 《再一次体悟》     | 是 | 否 | 紀錄片 |
| 2022 | 《我知道這是真的》 | 是 | 否 | 紀錄片 |
| 2022 | 《金髮夢露》       | 是 | 是 |        |
| 2025 | 《Bono：臣服之旅》 | 是 | 否 | 紀錄片 |

### 電視
| 2019 | 《破案神探》 | 是 | 否 | 2集 |

### MV
| 年份 | 標題                  | 創作者              | 附註 |
| ---- | --------------------- | ------------------- | ---- |
| 1990 | 〈Down in Splendour〉 | Straitjacket Fits   |      |
| 1991 | 〈Fall at Your Feet〉 | 擠屋合唱團          |      |
| 1993 | 〈Cat Inna Can〉      | Straightjacket Fits |      |

## 外部連結
- 安德魯·多明尼克在互联网电影资料库（IMDb）上的資料（英文）